# Университет Авиньона и Воклюза
Университет Авиньона и Воклюза (сокр. Университет Авиньона, Авиньонский университет) — французский университет, относится к академии Экс-Марсель. В 2017 году отсутствует в академическом рейтинге университетов мира в списке 500 лучших .

## История

### Средние века
В пику Сорбонне, образованной в Париже французскими королями, 2 июля 1303 года папа римский Бонифаций VIII основал в Авиньоне университет на базе существовавших медицинской, теологической школ и школы грамматических искусств. Университет состоял из 4 факультетов и поддерживался из папской казны. 5 мая того же года король Сицилии и граф Прованса Карл II Анжуйский даровал университету независимость. После переноса резиденции папства в Авиньон (1309—1377) Университет Авиньона стал стремительно развиваться, так же как и соседние университеты в Монпелье и Экс-ан-Провансе. Однако, после возвращения папства в Рим университет был ограничен в правах в пользу иезуитов и их семинарий. После французской революции все университеты во Франции были закрыты по декрету 15 сентября 1793 года.

### Современность
В 1963 году в Авиньоне было открыто отделение Университета Экс-Марсель I (Высший научный центр образования), а затем отделения и других факультетов, которые к 1972 году стали университетским центром. Независимый Университет Авиньона и Воклюза был образован 17 июля 1984 года.

## Состав
В настоящее время в университет входят 4 факультета и 2 института.
- Факультеты:
  - Филологический и общественных наук
  - Точных и естественных наук
  - Прикладной факультет наук и лингвистики
- Университетский институт технологии
- Университетский профессиональный институт

## Специальности
По состоянию на апрель 2018 года готовят по множеству различных программ.
В том числе трехлетней программе по информатике.